# فرودگاه بین‌المللی ماریسکال لامار
فرودگاه بین‌المللی ماریسکال لامار (به انگلیسی: Mariscal Lamar International Airport) (به زبان بومی: Aeropuerto Mariscal Lamar) یک فرودگاه همگانی با کد یاتا CUE است که یک باند فرود آسفالت دارد و طول باند آن ۱۹۰۰ متر است. این فرودگاه در کشور اکوادور قرار دارد و در ارتفاع ۲۵۳۲ متری از سطح دریا واقع شده‌است.